# O du, vår Herre Jesus Krist
O du, vår Herre Jesus Krist är en gammal passionspsalm vars enda vers i 1695 års psalmbok var en översättning från 1694 av Jesper Swedberg av en tysk text av okänd författare, "O du mein Heiland Jesu Christ" från 1643. Den tyska texten är i sin tur en versifiering av en latinsk bön. Upphov anges först i 1819 års psalmbok då psalmen utökats med tre verser och bearbetats av Johan Olof Wallin 1816 (årtalen angavs först 1937).
Psalmen inleds 1695 med orden:
O Tu wår HErre JEsu Christ!
Som på tigh togst wår synd och brist
Enligt "Ny Svensk Koralbok" 1939, härstammar melodin från Geistliche Lieder, Leipzig (Valentin Schumann), 1539.

I 1697 års koralbok anges att melodin också används till psalmerna På Gud, vår Fader, jag nu tror (nr 8), Vår Fader, som i himlen är (nr 9) och Gudh Fader uthi Himmelrijk (nr 296). Melodin används i Den svenska psalmboken (1986) till psalmerna 486 O Gud, du som de världar ser, 526 Att be till Gud han själv oss lär och 603 Du, Herre, i din hägnad tar.

## Publicerad som
- Nr 159 i 1695 års psalmbok under rubriken "Om Christi pino och dödh".
- Nr 93 i 1819 års psalmbok under rubriken "Jesu lidande, död och begravning: Jesus på korset".
- Nr 188 i Sionstoner 1935 under rubriken "Passionstiden".
- Nr 93 i 1937 års psalmbok under rubriken "Passionstiden".
- Nr 154 i Lova Herren 1987 under rubriken "Passionstiden".